# Эррера, Гидо
Гидо Габриэл Эррера (исп. Guido Gabriel Herrera; родился 29 февраля 1992, Рио Куарто, Аргентина) — аргентинский футболист, вратарь клуба «Тальерес».

## Клубная карьера
Эррера — воспитанник клубов «Депортиво Рио-Куарто» и «Бельграно». В 2011 году он был включён в заявку команды на сезоне, но так и не вышел на поле. Летом 2014 года в поисках игровой практики Гидо перешёл в «Дефенсорес де Бельграно» в составе которого выступал на протяжении двух сезонов. В начале 2016 года Эррера перешёл в «Тальерес». 10 апреля в матче против «Альмагро» он дебютировал в Примере B. По итогам сезона Эррера помог клубу выйти в элиту. 27 августа в матче против «Расинга» он дебютировал в аргентинской Примере. 12 мая 2018 года в поединке против «Олимпо» Гидо забил свой первый гол за «Тальерес». 